# Динар
Динарът е основната парична единица в обращение в седем основно мюсюлмански и две основно източноправославни държави, а исторически се е използвала в още няколко.

## История
Българската дума „динар“ е транслитерация на арабската دينار (dīnār), която е заета през сирийската dīnarā от гръцката δηνάριον, която има латински корен – denarius (денарий), малка сребърна монета, за пръв път сечена през 211 г. пр.н.е.
Златна монета, позната като динара, също е въведена в Индия от Кушанската империя през 1 век и е приета от империята Гупта и наследниците и до 6 век.

## Съвременни динари
Динар, денар, дени и други названия на парични единици са производни от денарий.
В романските езици латинското на латински: dēnārius се е запазило в испански (dinero), португалски (dinheiro), френски (denier), италиански (danaio) езици със значението „пари“ .
| Държава           | Наименование на валутата | Символ | Изображение | Код ISO 4217 | Подразделения | Дробна част | Изображение |
| ----------------- | ------------------------ | ------ | ----------- | ------------ | ------------- | ----------- | ----------- |
| Алжир             | Динар (алжирски динар)   |        |             | DZD          | Сантим        | 1/100       | Външно      |
| Бахрейн           | Динар (бахрейнски динар) |        |             | BHD          | Филс          | 1/1000      |             |
| Йордания          | Динар (йордански динар)  |        |             | JOD          | Дирхам        | 1/10        |             |
| Ирак              | Динар (иракски динар)    |        |             | IQD          | Филс          | 1/1000      | Външно      |
| Кувейт            | Динар (кувейтски динар)  |        |             | KWD          | Филс          | 1/1000      |             |
| Либия             | Динар (либийски динар)   |        |             | LYD          | Дирхам        | 1/1000      |             |
| Северна Македония | Денар                    |        |             | MKD          | Дени          | 1/100       | Външно      |
| Сърбия            | Динар (сръбски динар)    |        |             | RSD          | Пара          | 1/100       | Външно      |
| Тунис             | Динар (туниски динар)    |        |             | TND          | Милим         | 1/1000      |             |

## Държави, които са използвали динари в миналото
| Държава                                                  | Валута                                                            | Код ISO 4217                                                                                  | Използвана                                                        | Заменена от                                                       |
| -------------------------------------------------------- | ----------------------------------------------------------------- | --------------------------------------------------------------------------------------------- | ----------------------------------------------------------------- | ----------------------------------------------------------------- |
| Босна и Херцеговина                                      | динар на Босна и Херцеговина                                      | BAD                                                                                           | 1992 – 1998                                                       | босненска конвертируема марка                                     |
| Хърватия                                                 | хърватски динар                                                   | HRD                                                                                           | 1991 – 1994                                                       | хърватска куна                                                    |
| Иран                                                     | иранският риал се е разделял първо на 1250, а после на 100 динара | иранският риал се е разделял първо на 1250, а после на 100 динара                             | иранският риал се е разделял първо на 1250, а после на 100 динара | иранският риал се е разделял първо на 1250, а после на 100 динара |
| Република Сръбска                                        | динар на Република Сръбска                                        | –                                                                                             | 1992 – 1998                                                       | босненска конвертируема марка                                     |
| Южен Йемен                                               | динар на Южен Йемен                                               | YDD                                                                                           | 1965 – 1990                                                       | йеменски риал                                                     |
| Судан                                                    | судански динар                                                    | SDD                                                                                           | 1992 – 2007                                                       | судански фунт                                                     |
| Кралство Югославия · СФР Югославия · Сърбия и Черна гора | югославски динар                                                  | YUD (1965 – 1989) YUN (1990 – 1992) YUR (1992 – 1993) YUO (1993) YUG (1994) YUM (1994 – 2003) | 1918 – 2003                                                       | -                                                                 |